# Нарытка
Нарытка— деревня в Смоленской области России, в Тёмкинском районе. Расположена в восточной части области в 21 км к северо-западу от Тёмкина, в 18 км к югу от автомагистрали М1 «Беларусь». В 8 км к югу от деревни остановочный пункт 36-й км на железнодорожной ветке Вязьма – Калуга. 
Население — 234 жителя (2007 год). Административный центр Аносовского сельского поселения.

## История
Бывшая владельческая деревня. В середине XIX века в деревне 12 дворов и 107 жителей, в 1904 году – 26 дворов, 129 жителей.

## Экономика
Неполная средняя школа.
Школа закрыта в 2015 году.Так же закрыт дет.сад.
В мае 2019 года закрылся единственный магазин райпо.